# Ojuunbilegiin Pürewbaatar
Ojuunbilegiin Pürewbaatar (* 23. November 1973) ist ein ehemaliger mongolischer Ringer.
Er erreichte bei den Weltmeisterschaften 1994 im Freistil den achten Platz in der Klasse bis 52 kg. Bei den Asienmeisterschaften 1997 gewann er die Goldmedaille in der Klasse bis 58 kg. 1998 belegte er bei den Weltmeisterschaften 1998 den neunten Platz und gewann bei den Asienspielen Silber. 2000 nahm er an den Olympischen Spielen teil. In Sydney erreichte er den fünften Platz. Allerdings wurde er bei der Dopingkontrolle positiv auf Furosemid getestet und disqualifiziert.
Bei den Weltmeisterschaften 2001 konnte Ojuunbilegiin Pürewbaatar Silber gewinnen. 2002 wurde er erneut Vize-Weltmeister, nun in der Klasse bis 60 kg. Und bei den Asienspielen 2002 gewann er die Goldmedaille. 2004 nahm er in Athen an seinen zweiten Olympischen Spielen teil, bei denen er den 13. Platz belegte. Bei den Weltmeisterschaften 2005 wurde er Fünfter.